# 天鵝座9
天鵝座9（9 Cygni）是在北天星座天鵝座的一對聯星。天鵝座9的名稱是來自佛蘭斯蒂德命名法。這兩顆恆星的總星等為5.39，因此在良好的觀看條件下可以用肉眼直接看到。根據蓋亞任務量測得到的視差表明，這顆恆星的距離約為590光年（182秒差距）。
天鹅座9的兩顆恆星分類分別是G型巨星和A型星。這兩顆恆星的質量都是太陽的兩倍多。它們的軌道半長軸 為0.030 arcseconds，每4.56年繞軌道一次。然而，離心率高達0.82。主星是一顆紅群聚的巨星，位於其核心融合氦的水平分支冷端的恆星。伴星的演化已經開始離開主序帶；因此它有時被歸類為巨星，有時被歸類為主序星 。